# Tula de Allende
Tula de Allende là một đô thị thuộc bang Hidalgo, México. Năm 2005, dân số của đô thị này là 93296 người.